# Air Deccan
Air Deccan är ett indiskt inrikesflygbolag, startat 1995. De är också kända som Indiens första lågpris flygbolag.
År 2008 blev de uppköpta av Kingfisher Airlines och genomgick en stor förändring bland annat bytte de namn till Kingfisher Red.